# Jonas Liveröd

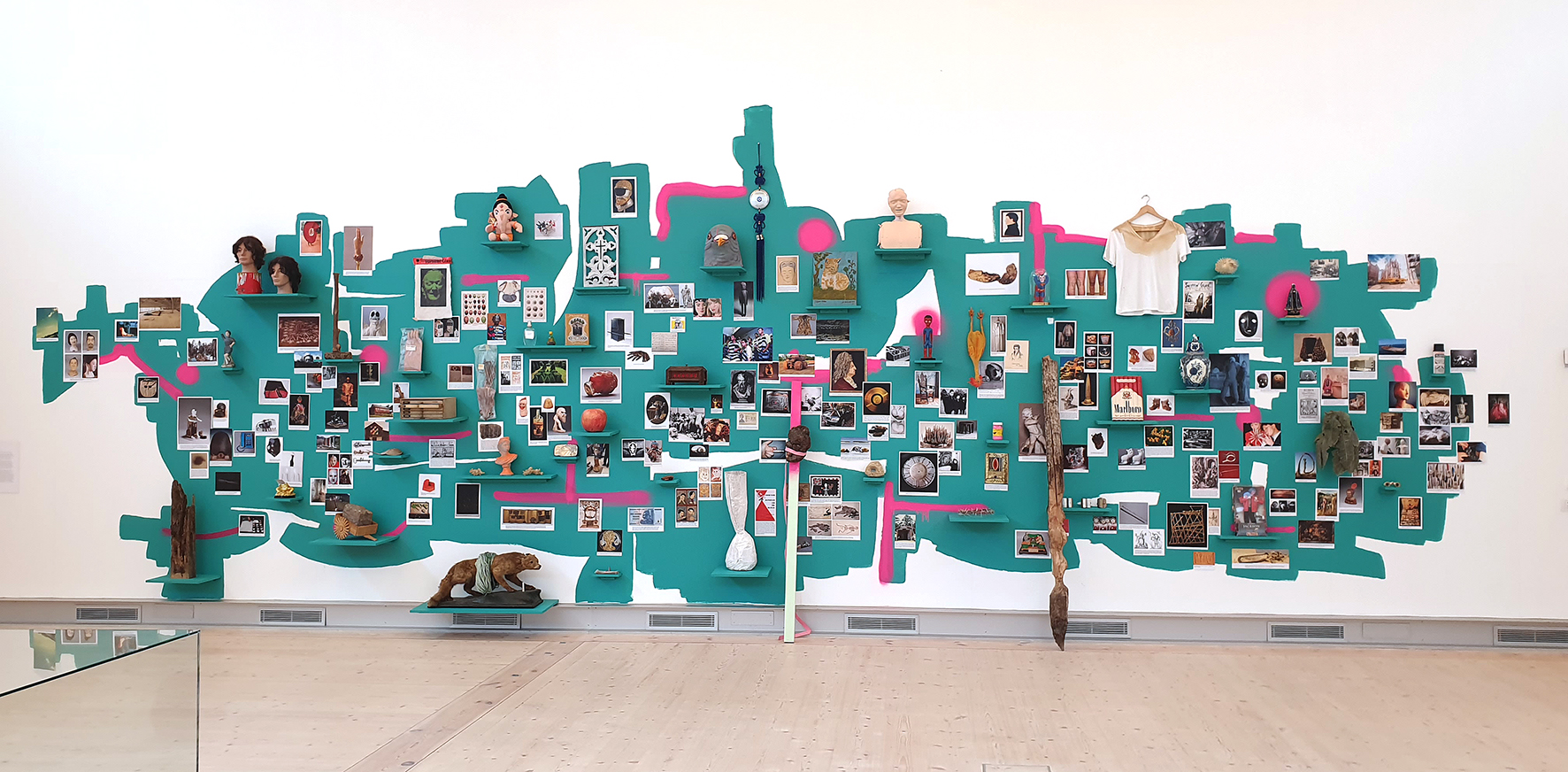
Jonas Liveröds konstverk Grand Assembly i utställningen Samlare och Samlingar på Bohusläns museum 2020.

Hans Jonas Liveröd född 22 oktober 1974 i Kristinehamn, är en svensk konstnär som bor och arbetar i Ågårdskvarn i Götene kommun.

## Biografi
Jonas Liveröd utbildade sig på Akademie voor Beeldende Kunsten (numera kallad ArtEZ Art & Design) i Enschede, Nederländerna 1995–1999. Hans konst består av skulptur, teckning och installation men även kollage, keramik och textil förekommer. Han kallar sig "materialotrogen" och arbetar ofta med nya och oprövade uttryck. Han arbetar ofta gränsöverskridande i sin konst, i samarbete med andra yrkesområden till exempel kockar, musiker, kemister och landskapsarkitekter. 

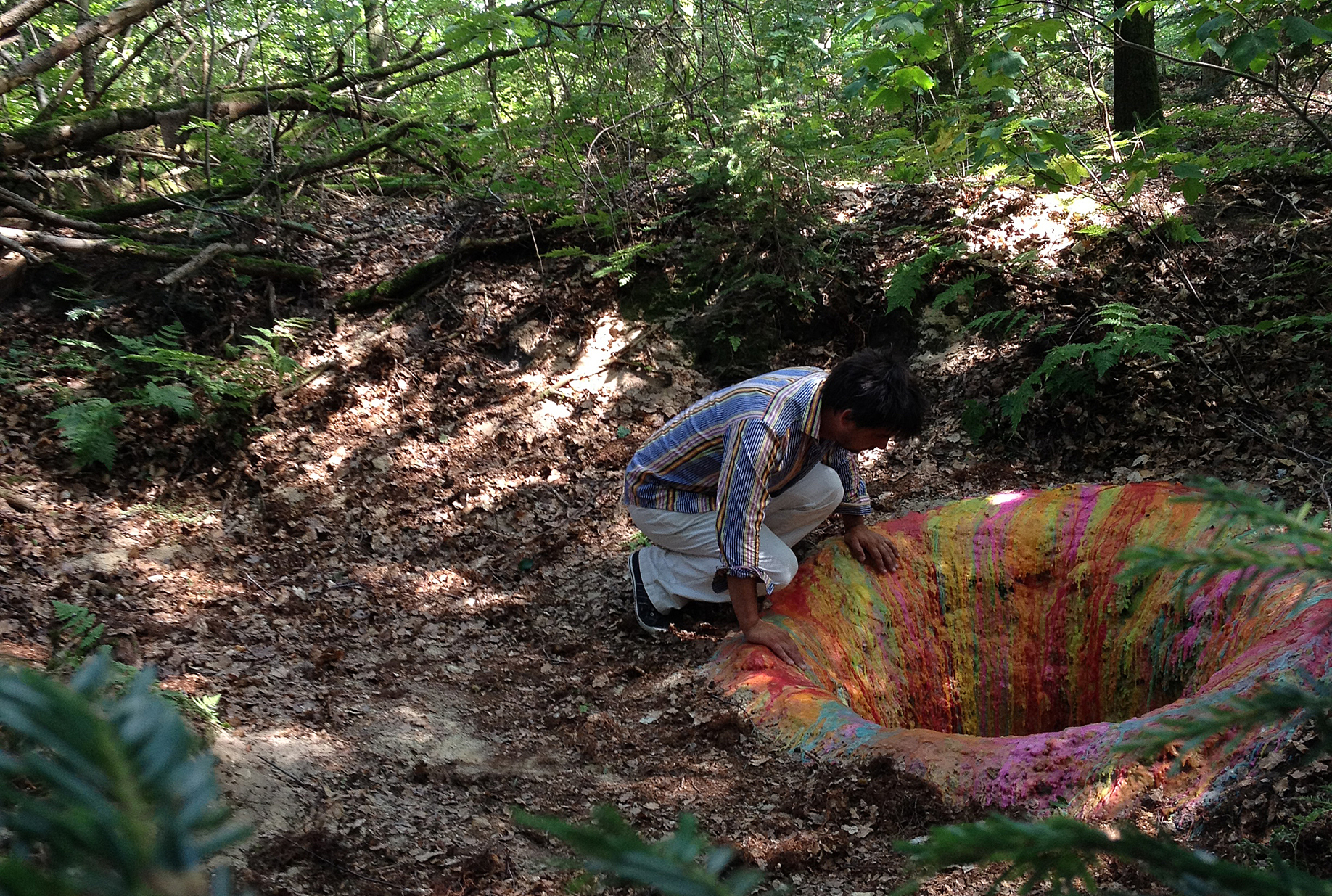
Jonas Liveröds verk Landscape painting (the hole) i Skovsnogen artspace på Jylland. Verket är numera förstört.

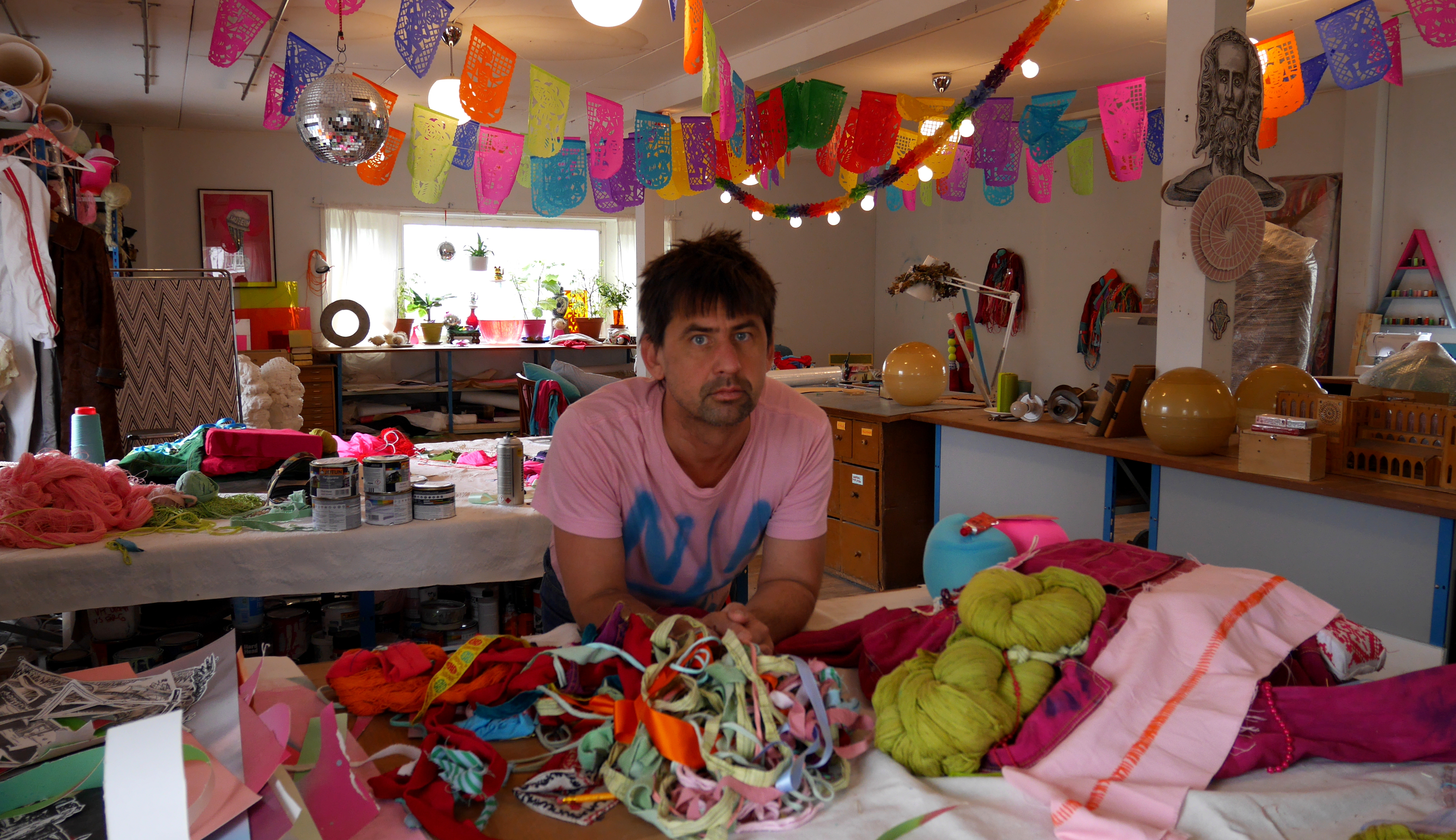
Konstnären Jonas Liveröd i sin ateljé i Ågårdskvarn 2018.

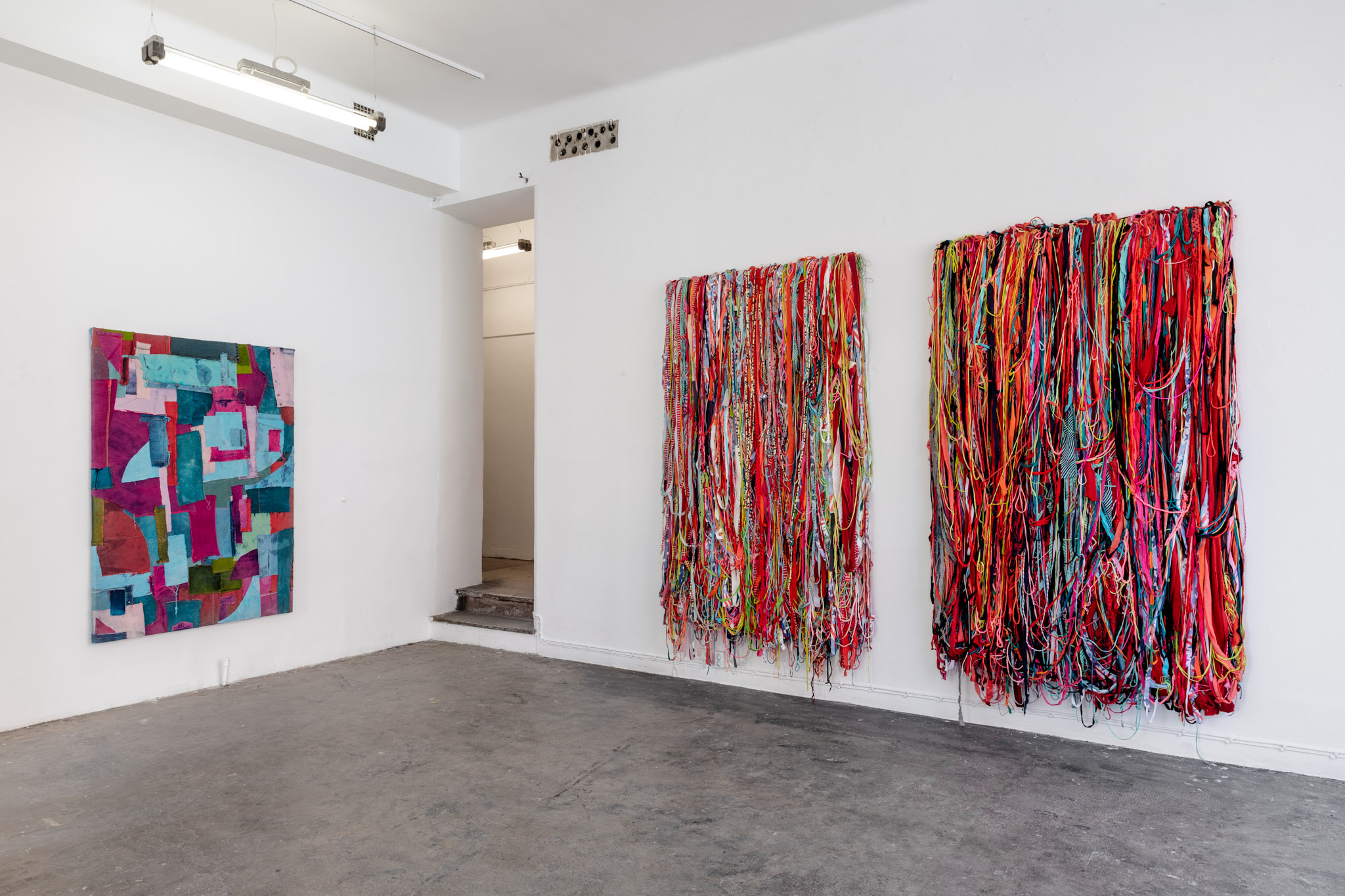
Jonas Liveröds textila konstverk The Sea and The Sky looked all one fabric (t.v) samt Orakel 1 och Orakel 2 (t.h) i utställningen The Faust Flip på Galleri Steinsland-Berliner i Stockholm 2018.

Nationalencyklopedin beskriver Liveröds konstnärskap "som präglat av en ohämmad energi, en plats där allt från antika till samtida myter och riter krockar och blandas i en våldsam urladdning. Hans metod är främst inriktad på teckning, skulptur och installation men tar en mängd uttryck med en stor materialblandning och interdisciplinära överskjutningar, där han även arbetar med text, curatorsverksamhet eller vad som kommer i hans väg".
Han har ett stort intresse för samlingar och samlande och har vid flera tillfällen samarbetat med museum och samlingar, bland annat Bohusläns museum, Värmlands Museum, Tändsticksmuseet och Trelleborgs museum.
Utöver konstutövandet undervisar han återkommande vid Örebro konstskola och tidigare bland annat vid Östra Grevie folkhögskola, Malmö universitet och som gästföreläsare runt om i Europa, bland annat vid Samlingsforum i Lund, Akademie der Bildenden Künste Nürnberg, Sandberg institute i Amsterdam och Kunstakademie Münster i Tyskland.
Liveröd har en permanent paviljong på Alma Lövs Museum sedan 2013. 
Liveröd har fått ett stort antal priser och stipendier, bland annat Konstnärsnämndens femåriga arbetsstipendium, Aase & Richard Björklunds fond, Lengertz konstpris och Gunnar & Lily Perssons stipendium.  
2023 publicerade förlaget LL'Editions Liveröd's omfattande monografi Grand Assembly – An Encyclopedic Inventory. Boken, med texter av konstnären själv, Bengt af Klintberg och Amila Pusić, sammanfattar Liveröds mångfacetterade konstnärskap och innehåller också ett lexikon som ger en djupare inblick i konstnärens tankevärld.

## Den Liverödska Wunderkammaren
Den Liverödska Wunderkammaren är ett privat museum som drivs av Jonas Liveröd. Den Liverödska Wunderkammaren är central i den ideella organisationen Luftslottet, som Liveröd var initiativtagare till.
Museet är beläget i en historisk kvarnbyggnad i Ågårdskvarn, Götene och kan beskrivas som en samtida version av begreppet wunderkammer. Den Liverödska Wunderkammaren hade premiär i jaktpaviljongen i Folkets park, Malmö i september 2011. Under ett decennium var museet ambulerande och visades i popup-versioner, bland annat på Konstmuseet i Skövde. Efter omfattande ombyggnader öppnade museet och dess tillhörande organisation Luftslottet i maj 2021 för allmänheten. Museet och dess övriga utrymmen upptar de två översta våningarna av kvarnbyggnaden och består av en dynamisk och brokig samling föremål med huvudfokus på esoteriska artefakter, säregna religiösa föremål, outsiderkonst och folkkonst. Samlingen innefattar dock säregna och unika föremål av alla de slag och utökas regelbundet genom inköp och donationer. Exempel på museets innehåll är hårarbeten, västafrikanska fetisher, dödsmasker och ett bibliotek med litteratur på ämnen relaterade till döden och begravningskultur, ibland beskrivet som thanatologi.
Den Liverödska Wunderkammaren är öppen endast vid evenemang och särskilda tidpunkter. 
Den Liverödska Wunderkammaren beskrivs omfattande i den franska tidskriften Profanes höstnummer 2021.

## Utställningar i urval
- Luciferfrisen, 2021 Tändsticksmuseet, Jönköping
- Superpastoral, 2020, Trollhättans Konsthall, Trollhättan
- Samlare & Samlingar, 2020, Bohusläns museum, Uddevalla
- Within realities, 2019, Alma Löv Museum, Östra Ämtervik
- Big Bang, 2018, Haninge konsthall, Haninge
- The Faust Flip, 2018, Gallery Steinsland-Berliner, Stockholm
- Clusterfuck, 2017, Hans & Fritz Contemporary, Barcelona, Spanien
- Ornament & Crime, 2016, Concordia, Enschede, Holland
- Förälskelsen, 2016, Örebro konsthall
- Bedragaren, 2015, Teckningsmuseet, Laholm
- The Elephant Test, 2014, Lothringer 13, München, Tyskland
- Exstatic Object, 2104,  Gallery Steinsland-Berliner, Stockholm
- The Notes, The Tainted, The Other, 2013,Tegnerforbundet, Oslo, Norge
- Scratch N Cut, 2011, MADE, Berlin, Tyskland
- 2012, Galleri Lars Olsen, Köpenhamn, Danmark
- Goldin Gallery, 2011, Stockholm
- Burn, Object, Burn!, 2010, Förderverein Aktuelle Kunst, Münster, Tyskland
- Near Morning Museum, 2009, Växjö konsthall
- Oviloläge, 2009, Kristinehamns konstmuseum
- Idiot island, 2008, Ystads konstmuseum
- 2008, Nordin Gallery, Stockholm
- Aah, The Smell of Blood and Snow! (Permanent Daylight pt.1), 2008, Pool Gallery, Berlin, Tyskland
- The Remix Project, 2005, Sørlandets kunstmuseum, Kristiansand, Norge
- Nordisk Biennal, 2004, Sørlandets kunstmuseum, Kristiansand, Norge
- G.L. Box Gallery, 2002, i Porto, Portugal, Liveröds första separatutställning

## Offentliga verk i urval
- Atlas of Action, 2021, Gubbängen, Stockholm.
- Divan för Lovers & Drömmare, 2020, Badhusparken i Falkenberg.
- Mariestadstotem, 2020, Mariestad.
- Collectors item, 2020, entrén till Bohusläns museum, Uddevalla.
- Glänningetotem, Glänningehallen, Laholm.
- Talltotem,  2016, Mellbystrandskolan, Laholm.[6]
- Allting Överallt Alltid, 2016, Gustavslundsskolan i Helsingborg.[7]
- Landscape Painting (The Hole), 2014, permanent verk, Skovsnogen Skulpturpark i Kibæk, Danmark.[8]
- M/S Idiodyssée, blandade media, 2011, tillfälligt offentligt verk Örebro Open Art.[9]
- Taxidermy for Sculptures #1, blandade media, 2010, tillfälligt offentligt verk Stortorget, Helsingborg.[10][11]
- Sorrows from the superstructure / Nest, blandade media, 2009, tillfälligt offentligt verk Örebro Open Art.[12]
- Det Liverödska Lusthuset, permanent paviljong, 2013, Alma Löv Museum.[13][14]

- Liveröd är representerad i samlingarna vid bland annat Ystads konstmuseum[4], Malmö konstmuseum[15] och Kristinehamns konstmuseum[4].